# Denton (Nebraska)
Denton – wieś w USA, w stanie Nebraska, w hrabstwie Lancaster.
W 2000 r. Denton zamieszkiwało 189 osób, a powierzchnia tego miasta wynosiła 0,4 km².